# Kortstaartpieper
De kortstaartpieper  (Anthus brachyurus) is een soort zangvogel uit de familie piepers en kwikstaarten van het geslacht Anthus.

## Verspreiding en leefgebied
Deze soort komt voor in zuidelijk en centraal Afrika en telt twee ondersoorten:
- A. b. leggei: van oostelijk Congo-Kinshasa en Oeganda tot noordwestelijk Tanzania.
- A. b. brachyurus: van Gabon en Congo-Brazzaville tot noordoostelijk Angola, noordelijk en centraal Zambia en zuidelijk Tanzania.